# عبدالله البریکی
عبدالله البریکی (عربی: عبدالله سالم البريكي؛ زاده ۱ ژانویهٔ ۱۹۸۷) یک بازیکن فوتبال اهل کویت است.
وی همچنین در تیم ملی فوتبال کویت بازی کرده‌است.